# Petar Topic
Petar Topic (Split, 1991. december 30. –) magyar válogatott kézilabdázó, a MOL-Tatabánya KC játékosa.

## Pályafutása

### Klubcsapatokban
Pályafutása elején a horvát Kastela Adriachem és a Poreč csapataiban kézilabdázott, valamint megfordult a macedón Metalurg Skopje csapatában is. 
A 2016-2017-es szezonban a magyar bajnokságban szereplő Vác játékosa volt. 2017 augusztusa óta a Balatonfüred játékosa. 2022. augusztus 17-től a MOL-Tatabánya KC játékosa lett.

### A válogatottban
2020 októberében magyar állampolgárságot kapott, majd részt vett a 2021-es egyiptomi világbajnokságon, ahol a magyar csapat az 5. helyen végzett.